# Agmall Sarwari
Agmall Sarwari, född 1982, är en svensk författare och läkare. Han bor i Stockholm och skriver debattartiklar för GP Kultur.
År 2024 romandebuterade han med Silkesbadet. Romanen är en släkthistoria som kretsar kring en far och son. Boken har en självbiografisk botten då huvudpersonen, liksom Sarwari själv, är läkare med bakgrund i Afghanistan.